# ベイルート (バンド)
ベイルート（Beirut） は、アメリカのバンド。もともとはサンタフェ出身のザカリー・フランシス・コンドン（Zachary Francis Condon） による、ソロの音楽プロジェクトとして出発し、後にバンドのかたちになった。2006年5月ニューヨークでのバンドの初公演は、彼らの初のアルバム『グーラグ・オルケスタル（Gulag Orkestar） 』の発表を支えるために行なわれた 。 ベイルートの音楽は、 インディー・ロックや「ワールドミュージック」の要素を結びつけたものとなっている。

## 経歴

### 初期
ザック・コンドンは、1986年2月13日にニューメキシコ州のアルバカーキに生まれた。彼は、バージニア州ニューポート・ニューズとサンタフェで幼少期を過ごした。  コンドンは、十代の頃には、ジャズ・バンドでトランペットを演奏していた。彼は自分に主要な影響を与えた音楽としてジャズを位置づけている。
コンドンは、サンタフェ高等学校の生徒であったが、17歳のときに中退した。 デイヴィッド・ダイ（David Dye）によるNPRでの2011年のインタビューによると、サンタフェで育ったコンドンはマリアッチのようなメキシコ音楽に接していた。彼はまた、さまざまな国の映画を上映する映画館で働いており、そこでフェデリコ・フェリーニの作品やシチリア島の葬送ブラス・バンド音楽への関心を高めた。バルカン音楽に彼がはじめて触れたのもここでの経験を通じてだった。
彼は後にコミュニティ・カレッジに入学したが、ごく短期間しか所属せず、17歳のときに兄ライアン（Ryan）とともにヨーロッパ旅行に発った。  コンドンがこの旅で発見したものと、その後の彼のワールドミュージックの探求は、ベイルートの美しい旋律の発展に役立つことになる。 ザックの音楽は、弟のロス・コンドン（Ross Condon）にも影響を与えている。ロスは、ブルックリンに拠点を置くバンドのトータル・スラッカー（Total Slacker 完全なる怠け者）で演奏している。

### グーラグ・オルケスタル（Gulag Orkestar）
ヨーロッパから帰国したコンドンは、ニューメキシコ大学に入学し、ポルトガル語と写真を専攻した。 コンドンは、『グーラグ・オルケスタル』 に使用された音源の大半を、自分の寝室で自ら録音した。アルバムの完成にあたっては、ジェレミー・バーンズ Jeremy Barnes（ニュートラル・ミルク・ホテル Neutral Milk Hotel、 ア・ホーク・アンド・ハックソー A Hawk and a Hacksaw）とヘザー・トロスト Heather Trost（ア・ホーク・アンド・ハックソー）の助けを借りてスタジオに入った。彼らは、初期のベイルートへの貢献者となった。
録音にあたってコンドンは、ベイルートの名でバ・ダ・ビング！レコーズ（Ba Da Bing! Records）と契約を結び、『グーラグ・オルケスタル』  を2006年5月に発表した。コンドンは、ニューヨークでの初公演で演奏をするために、何人かの友人に声をかけた。これがベイルートの誕生につながった。
ベイルート初の公式の音楽映像は、「エレファント・ガン（Elephant Gun）」である。ふたつめの「イタリアからの葉書（Postcards from Italy）」の映像は、アルマ・ハレル（Alma Har'el）監督によるもので、しばらく経ってから発表された。2007年には、バンド編成での初作品である「ロングアイランドEP（Lon Gisland EP）」 が発表された。
また、「素晴らしき眺望の世界（Scenic World）」は、テレビ番組の「ウィーズ（Weeds）」で、登場人物のシェーンが潜在的な統合失調症であることが明らかにされた回で挿入曲として使われたほか、トヨタ自動車の企業CM「Meet」においても、アレンジが違うバージョンが使用されている。

### ザ・フライング・クラブ・カップ（The Flying Club Cup）
ベイルートの2枚めのアルバム 『ザ・フライング・クラブ・カップ』 は、アルバカーキにある間に合わせのスタジオで主に録音され、ケベックにあるアーケード・ファイア（Arcade Fire）のスタジオで完成された。このアルバムの音楽は、録音当時にコンドンがフランスのシャンソンに関心を寄せていたことから、フランスの影響を反映したものとなっている。 コンドンは、ジャック・ブレル（Jacques Brel） 、セルジュ・ゲンスブール（Serge Gainsbourg）、イヴ・モンタン（Yves Montand）などフランス語圏の歌手から影響を受けたと語っている。 彼はまた、フランス映画をはじめとする文化へも関心を寄せていた。彼のヨーロッパ旅行のそもそもの理由は、これらに触れることであったとしている。 『ザ・フライング・クラブ・カップ』は、2007年10月に公式に発表された。2007年9月に、彼らはヴィンセント・ムーン（Vincent Moon）によるテイク・アウェイ・ショー（Take-Away Show）で、アクースティック楽器演奏の撮影を行なった。さらに、DVD『安物の魔法在中（Cheap Magic Inside） 』が撮影されたが、すぐに完売してしまった。そのため2010年12月に、ベイルート、バ・ダ・ビング、ブロゴテーク（Blogotheque）の三者は、デジタル版の配信とダウンロードを認めた。

### 『サポテクのマーチ』(March of the Zapotec)
ベイルートは2008年4月3日に、予告していた夏のヨーロッパ・ツアーを中止した。 バンドはすでにツアーを開始しており、米国での行程を終えていた。しかし、コンドンによれば、ヨーロッパに入る前にそれまでの2ヶ月間のツアーのために疲弊しきっていたのだった。 ザック・コンドンは、ベイルートの公式ウェブサイト上でツアーの中止について説明し、すべての公演を「人としてできるかぎり良い」ものにしたかったと述べている。 2009年1月には、『サポテクのマーチ／ホランドEP（March of the Zapotec/Holland EP）』 の二枚組EPが発表された。これには、コンドンのオアハカへの直近の旅行にもとづいたベイルート公式作品（『サポテクのマーチ 』）と、「リアルピープル（Realpeople）」名義の電子音楽作品（『ホランド 』）が収録された。
2009年2月6日にベイルートは、米国のテレビ番組デイヴィッド・レターマンのレイト・ショー（the Late Show with David Letterman）で「日曜の微笑み（A Sunday Smile）」を演奏し、テレビ初出演を果たした。

### 潮衝（The Rip Tide）
2011年6月初め米国ツアー中のベイルートは、前年冬にニューヨーク北部で録音された新アルバム 『潮衝（The Rip Tide）』 を、 8月30日に発表予定との告知を出した。 バンドは同時に、アルバムからのシングル盤「イースト・ハーレム（East Harlem）」を発表した（この曲は、最初は『ウィリアムズバーグ音楽ホール公演 』に録音されたものである）。シングル盤のB面は、「ゴーシェン（Goshen）」であった。新しいアルバムは、コンドンの自主レーベルであるポンペイ・レコーズの名義で録音・管理・発表されている。
これまでの一連のアルバムでは、メキシコ、フランス、バルカンなど外国の音楽の影響が色濃かったのに対して、それらと一線を画すポップ指向のベイルートらしい音が今回のアルバムに表れているというのが、批評家や他の音楽家たちの評価である。「（『潮衝』で）出てきたのは、ベイルートの独自のスタイルだが、それは実は彼らが当初から持ち合わせていたものであった」と評された。  ある批評家は、「（以前のベイルートのアルバムに見られた）ヨーロッパの影響は今でもあるが、アルバムの根底にある精神は昔風のアメリカン・ポップだ」と述べている。 このアルバムでは、個々の楽器のトラックを個別に録音するのではなく、バンドが一緒に演奏して録音した点でも、ベイルートの以前のアルバムとは異なった。ただし、コンドンの歌だけは、演奏がすべて録音された後に追加録音されている。

## メンバー
コンドンは、ロータリー式バルブが備えられたフリューゲルホルンとウクレレを主な楽器として演奏している。ウクレレは、冗談でステージ上の小道具として購入したが、その音色が気に入ったのだった。また、手首を怪我してギターが弾けないときでも、ウクレレなら弾けるところも彼にはよかった。コンドンはまた、トランペット、ユーフォニウム、マンドリン、アコーディオン、様々な鍵盤楽器などを演奏する。また、『ザ・フライング・クラブ・カップ 』では、手を加えた巻貝の殻も吹いた。
通常は、ベイルートの公演は次のメンバーで行われる：
- ザック・コンドン（Zach Condon） — トランペット／フリューゲルホルン／ウクレレ
- ペリン・クルーティエ（Perrin Cloutier） — アコーディオン／チェロ
- ニック・ペトリー（Nick Petree） — ドラム／パーカッション／メロディカ
- ポール・コリンズ（Paul Collins） — エレクトリック・ベース／アップライト・ベース�
- カイル・レズニック（Kyle Resnick） — トランペット
- ベン・ランツ（Ben Lanz） — トロンボーン／テューバ／グロッケンシュピール

過去のメンバーとしては次のような人々がいた：
- クリスティン・フェレビー — ヴァイオリン
- ジェイソン・ポランスキー（Jason Poranski） — ギター／マンドリン／ウクレレ
- ヘザー・トロスト（Heather Trost） — ヴァイオリン／ヴィオラ
- ジョン・ナチェズ（Jon Natchez） — バリトン・サックス／マンドリン／グロッケンシュピール／キーボード
- トレイシー・プラット（Tracy Pratt） — トランペット／ユーフォニウム／フリューゲルホルン
- グレッグ・ポーラス（Greg Paulus） - トランペット
- ケリー・プラット（Kelly Pratt） — トランペット／フレンチ・ホルン／グロッケンシュピール／キーボード
- ジャレド・ヴァン・フリート（Jared van Fleet） - ピアノ

ベイルートに参加したメンバーの大半は、公演だけでなく録音にも参加している。

## サイド・プロジェクト

### リアルピープル（Realpeople）
リアルピープルは、ザック・コンドンによる電子音楽のサイド・プロジェクトである。コンドンが作った最初のアルバム（未発表）『減量の喜び（The Joys of Losing Weight） 』や、『ホランド 』EPは、この名前で制作されている。コンドンが15歳の時に制作した『減量の喜び 』は、公式に発表されたことはないが、インターネット上に流出した。

### 1971
コンドンはまた、1971と称して、『つまらないアメリカのコウモリたち（Small-Time American Bats） 』というEPを発表した。これは、彼が友人のアレックス・ガズィアーノ（Alex Gaziano）と共に録音したもので、ガズィアーノはギターとボーカルを担当している。このとき、ふたりは16歳（2002年）であった。ガズィアーノは、ニューメキシコ州サンタフェ発のもうひとつのバンド、キッドクラッシュ（Kidcrash）の創設メンバーとなった。

### ソフト・ランディング
ソフト・ランディングは、ベイルートのメンバーであるポール・コリンズ（ベース）とペリン・クルーティエ（アコーディオン）およびマイク・ローレス（Mike Lawless）によって始められたプロジェクトである。 彼らの、バンド名を冠した初アルバムは、2010年10月12日にバ・ダ・ビング・レコーズから発表された。このレコードは、「ベイルートのポップ版」あるいはフリーク・フォークなどと評され、ダンス・ビートを強調したエネルギーに満ちた音楽を聴かせる。

### ポンペイ・レコーズ
ポンペイ・レコーズは、ザック・コンドンが2011年に設立したレコード・レーベルである。バンドと彼自身によって、自分たちの音楽を完全に管理するために設立したものであった。このレーベルが発表した最初のレコードは、バンドの3枚目のアルバム『潮衝（The Rip Tide） 』と、先行シングル「イースト・ハーレム」であった。

### ゲストとしての出演
コンドンは、ア・ホーク・アンド・ア・ハックソーのアルバム『鷹と弓鋸とフン・ハンガール・アンサンブル（（A Hawk and a Hacksaw and the Hun Hangár Ensemble） 』でマンドリン 、トランペット 、ウクレレを演奏している。アラスカ・イン・ウィンター（Alaska in Winter）のアルバム『バルカン半島ダンス・パーティー（Dance Party in the Balkans） 』ではトランペットとウクレレを演奏した。また、ゲット・ヒム・イート・ヒム（Get Him Eat Him）のアルバム『腕を下ろせ（Arms Down） 』では、「2×2」の演奏に参加している。
コンドンは、同じくサンタ・フェ出身のピクチャープレイン（Pictureplane）の『低すぎると見つけたりRMX（Found Too Low RMX） 』で客演した。また、グリズリー・ベア（Grizzly Bear）のEP『友人（Friend） 』に収録された最初と最後の曲にも登場している。
コンドンは、ザ・ニュー・ポルノグラファーズの5枚目のアルバム『いっしょに（Together） 』にも登場している。
ロック・グループのブロンディ（Blondie）の2011年のアルバム『女の子のパニック（Panic of Girls） 』では、「日曜の微笑み（Sunday Smile）」のスカ風のカバーが収録されており、その中でコンドンはトランペットを吹いている。また、彼は「ル・ブル（Le Bleu）」でも演奏している。
ベネフィット・アルバム『レッド・ホット+リオ2（Red Hot + Rio 2）』では、ベイルートはブラジルの作曲家・歌手カエターノ・ヴェローゾ（Caetano Veloso）によるポルトガル語の曲「O Leãozinho」のカバーをしている。
コンドンは、インディー・ロッカーのシャロン・ヴァン・エテン（Sharon Van Etten）の2012年のアルバム『放浪者（Tramp） 』の中の、「私たちは大丈夫（We Are Fie） 」でも歌っている。

## ディスコグラフィー

### アルバム
- 『グーラグ・オルケスタル（Gulag Orkestar） 』（2006年5月9日）
- 『ザ・フライング・クラブ・カップ（The Flying Club Cup） 』（2007年10月9日）　イギリスで69位[39]
- 『潮衝（The Rip Tide） 』[40]（2011年8月2日）　イギリスで49位、カナダで48位、アメリカで80位[41]
- 『ノー・ノー・ノー（No No No） 』（2015年9月11日）　イギリスで37位、アメリカで46位
- 『ガリポリ（Gallipolli） 』（2019年2月1日）　イギリスで61位、アメリカで42位
- 『アーティファクツ（Artifacts） 』（2022年1月28日配信）
- （Hadsel ）（2023年）
- （A Study of Losses） （2025年）

### EP
- 『ブリクストンの銃（The Guns of Brixton） ／オランダの館の内側（Interior of a Dutch House） 』（2006年11月13日） - カレキシコ（Calexico）／ベイルート 7インチ盤スプリット・シングル
- 『ロングアイランド（Lon Gisland） 』（2007年1月30日）
- 『ポンペイEP（Pompeii EP） 』（2007年2月28日）
- 『エレファント・ガンEP（Elephant Gun EP） 』（2007年6月25日）
- 『サポテクのマーチ（March of the Zapotec）／ホランドEP（Holland EP） 』（2009年2月16日-ITunes上では1月27日に非公式発表）　アメリカで87位、イギリスで101位[39]

### コンピレーション盤
- 『漆黒の夜（Dark Was the Night） 』　これはレッド・ホット・オーガナイゼイション（Red Hot Organization）の支援のためのチャリティー目的のコンピレーション盤で、ベイルートは「ミミザン（Mimizan） 」の演奏で参加している。

レッド・ホット・オーガナイゼイションによる、2011年の最新のチャリティー目的のアルバム『レッド・ホット＋リオ2（Red Hot + Rio 2）』には、カエターノ・ヴェローゾの「O Leãozinho」のカバーでベイルートは参加した。このアルバムは、1996年の『レッド・ホット+リオ（Red Hot+Rio）』の続編である。売上からの収入は、エイズ／HIVおよび関連する健康問題や社会問題とたたうために必要な、意識の向上と資金調達のために寄付されることになっている。

### DVD
- 『安物の魔法在中（Cheap Magic Inside） 』（2007年）
- 『ベイルート：ウィリアムズバーグ音楽ホール公演（Beirut: Live at the Music Hall of Williamsburg） 』（2009年）[42]